# Oskar Althaus
Oskar Althaus (* 10. März 1908 in Frenkendorf; † 5. Juli 1965 in Basel) war ein Schweizer Maler.

## Leben und Werk
Oskar Althaus wuchs in Pratteln auf und verbrachte nach dem frühen Tod der Mutter einen Teil seiner Jugendzeit bei Verwandten in Schüpfen. Während der Krisenjahre in der Zwischenkriegszeit zog er als Handwerksbursche auf Wanderschaft durch die Schweiz und das umliegende Europa.
Eindrücke aus Kunstmuseen und Ausstellungen, wo ihn die Werke von Georges Rouault, Vincent van Gogh, Edvard Munch, Chaïm Soutine, Georges Braque und Maurice de Vlaminck nachhaltig beeinflussten, begründeten schon bald seinen Wunsch, Kunstmaler zu werden. Sein wichtigster künstlerischer Bezugspunkt war der Maler Georges Rouault.
Althaus liess sich 1937 in Basel nieder, wo er an der Allgemeinen Gewerbeschule Basel Mal- und Zeichenkurse besuchte. 1938 war er ein Malschüler von Heinrich Nyffenegger (1895–1968). Althaus fühlte sich den deutschen Expressionisten verbunden und liess sich in der Folge auch von den Werken Albert Müllers und Hermann Scherers inspirieren. 
Althaus stellte seine Werke zwischen 1940 und 1960 in Gruppen- und Einzelausstellungen aus. Seine Werke fanden Eingang in private und öffentliche Sammlungen, hauptsächlich in der Schweiz, aber auch im europäischen Umland.
Oskar Althaus war drei Mal verheiratet und Vater von sechs Kindern. Er starb in seinem Atelier in Basel.